# Juan Bautista López Avellana
Juan Bautista López Avellana (Vila-real, 1869 - ?) va ser compositor valencià.
Va anar a Tarragona on realitzà estudis eclesiàstics al Seminari Conciliar de Tortosa, convertint-se en sacerdot l'any 1897. A més, estudià harmonia a València amb el seu mestre Úbeda. Finalment, obtingué la plaça d'organista de la Catedral de Terol per oposició.

## Llistat d'obres (recull)[1]
- Laudetur Santisimo Sacramento semper et ubique (a solo, cor, i òrgan com a acompanyament)
- Letrillas al Sagrado Corazón de Jesús